# Негин, Олег Игоревич
Олег Игоревич Негин (род. 2 июля 1970, Москва) — русский писатель
, сценарист.

## Биография
Автор романов «П.Ушкин», «Кипарис во дворе», опубликованных в 2004 году издательством «ЛимбусПресс». Родился в семье академика, с 1986 по 1989 годы учился на факультете аэрофизики и космических исследований МФТИ, учёбу бросил, после чего до 1998 года путешествовал автостопом. Работает в парадоксальном стиле, сочетающем в себе глубокий символизм и жесткий реализм с элементами постмодернизма.
Соавтор сценария к фильмам Андрея Звягинцева «Изгнание», «Елена», «Левиафан» и «Нелюбовь». За сценарий к фильму «Елена» Негин и Звягинцев получили приз кинофестиваля «Сандэнс» за лучшую сценарную разработку 2010 года, были номинированы на премии «Золотой Орёл» и «Ника» в 2012 году. За сценарий к «Левиафану» в мае 2014 года Негин и Звягинцев были удостоены приза Каннского кинофестиваля, а в 2017 году призом жюри в Каннах была отмечена лента «Нелюбовь».
Семейное положение: Женат. Дети: сын.